# Magnolia (Kentucky)
Magnolia es un lugar designado por el censo ubicado en el condado de Larue en el estado estadounidense de Kentucky. En el Censo de 2010 tenía una población de 524 habitantes y una densidad poblacional de 98,84 personas por km².

## Geografía
Magnolia se encuentra ubicado en las coordenadas 37°27′22″N 85°44′10″O / 37.45611, -85.73611. Según la Oficina del Censo de los Estados Unidos, Magnolia tiene una superficie total de 5.3 km², de la cual 5.28 km² corresponden a tierra firme y (0.39%) 0.02 km² es agua.

## Demografía
Según el censo de 2010, había 524 personas residiendo en Magnolia. La densidad de población era de 98,84 hab./km². De los 524 habitantes, Magnolia estaba compuesto por el 97.14% blancos, el 0% eran afroamericanos, el 0.38% eran amerindios, el 0.57% eran asiáticos, el 0% eran isleños del Pacífico, el 0% eran de otras razas y el 1.91% pertenecían a dos o más razas. Del total de la población el 0% eran hispanos o latinos de cualquier raza.